# Karl Gustavs kyrka, Västergötland
Karl Gustavs kyrka är en kyrkobyggnad i byn Karl Gustav i den del av södra Västergötland som idag tillhör Varbergs kommun. Den tillhör sedan 2012 Veddige-Kungsäters församling (åren 2006-2012 Kungsäters församling och tidigare Karl Gustavs församling) i Göteborgs stift. 
Kyrkan har ett naturskönt läge i närheten av sjön Mäsen, omgiven av skogspartier. 

## Historia
Kyrkplatsen har sannolikt medeltida och där stod en äldre träkyrka, vilken revs 1828 då nuvarande stenkyrka uppfördes. Samma år bytte socknen namn från Skedeskamma till Karl Gustavs socken.

### Takmålningar
I den gamla kyrkan fanns takmålningar utförda 1754 av Ditlof Ross. Vid rivningen köptes brädorna av en bonde, som återanvände dem som byggnadsmaterial. Vid renoveringen 1950 av Nösslinge kyrka hade brädorna återfunnits och de donerades dit. De uppsattes i Nösslinge kyrkas vapenhustak.

## Kyrkobyggnaden
Kyrkan uppfördes 1828 i nyklassicistisk stil efter ritningar av arkitekten Samuel Enander. Byggnaden består av rektangulärt långhus med utbyggd absid i öster och ett smalare kyrktorn i väster. Ingångar finns i väster via tornets bottenvåning samt mitt på långhusets sydsida. Kyrkans nyklassicistiska stilkaraktär är välbevarad, såväl exteriört som interiört. De vitputsade murarna genombryts av stora, rundbågiga fönsteröppningar. Sydportalen med lunettfönster ovanför. Kyrktornet kröns på tidstypiskt sätt av huv med lanternin. Det vida, ljusa kyrkorummet täcks av ett flackt tunnvalv av trä med taklist i avvikande färg. Absiden har ett kassetterat hjälmvalv. En läktarunderbyggnad tillkom 1967 som bland annat inrymmer sakristian.

## Inventarier

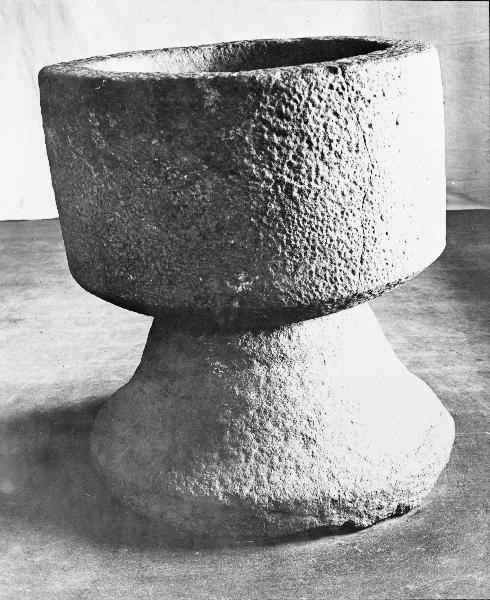
Dopfunten.

- Dopfunten är huggen i gnejs under 1200-talet i hallandssocknen Fagered, där det fanns en verkstad vid Funtaliden. Funten är i två delar med en totalhöjd på 70,5 cm och saknar helt utsmyckning. Cuppan är cylindrisk och något skrånande och med buktande undersida. Foten har en rund fotskiva som skrånar uppåt. Den saknar uttömningshål.[2] På 1820-talet såldes funten och skänktes senare till Göteborgs museum. På 1960-talet kom den tillbaka till kyrkan som deposition.[3] Dopfunten står i koret framför södra bänkkvarteret.
- Altaruppsats och predikstol är likaså nyklassicistiska arbeten från 1800-talet. Predikstolen med baldakin är tillverkad omkring 1828 av Johannes Andersson i Mjöbäck.
- Altartavlan målades 1897 av Philip Lindström i Kungsäter. Motivet är Jesus i Getsemane.[3]
- Nuvarande orgel på femton stämmor är byggd av Tostareds Kyrkorgelfabrik och kom till kyrkan 1972.

### Klockor
- Storklockan är gjuten 1812. Diameter: 103 cm. Vikt: 725 kg.
- Lillklockan göts 1772. Diameter: 72 cm. Vikt: 325 kg.